# Spookeiland

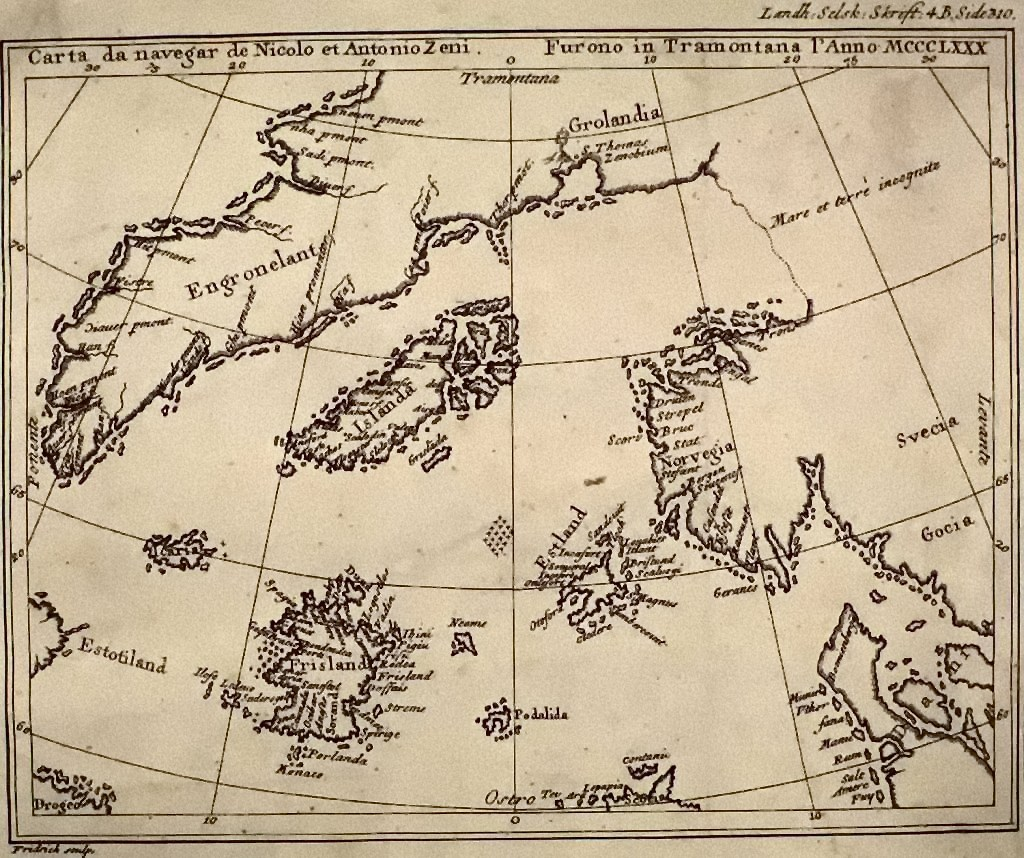
Kaart van Nicolò Zeno uit 1558 met daarop Frisland, een spookeiland in de Atlantische Oceaan.

Een spookeiland is een niet-bestaand eiland waarvan men een tijd gemeend heeft dat het echt bestond. Hierdoor verschenen verschillende van deze eilanden op landkaarten, waar ze weer afgehaald werden nadat er bewezen was dat ze niet bestonden. Ze hebben dus nooit bestaan, in tegenstelling tot verloren eilanden, waarvan men op basis van mythen en legenden aanneemt dat ze bestaan hebben in de prehistorie. Het woord 'spookeiland' wordt soms ook, analoog aan 'spookstad', gebruikt voor eilanden die vroeger wel bewoond werden maar nu verlaten zijn, zoals het Japanse eiland Hashima. Deze nevenbetekenis wordt hier niet beschreven; de volgende tekst gaat over eilanden die niet werkelijk bestaan hebben.
Spookeilanden stammen vaak af van verhalen van zeelui, die beweren de kust van het eiland gezien te hebben. Sommige daarvan waren gewoon vergissingen met een ander eiland, of men zag  een mistbank aan voor land. Zo kwam Frisland op zeer oude kaarten voor en was het waarschijnlijk een andere naam voor IJsland, of wellicht voor de Faeröer-eilanden. Later, in de 16e en 17e eeuw, werd het echter opgevat als een apart eiland. Pepys-eiland, gerapporteerd omstreeks 1684, bleek in werkelijkheid de Falklandeilanden. Het 'eiland' Neder-Californië dat vaak op kaarten aangegeven werd, is als spookeiland een twijfelgeval: het bestaat wel, maar is in werkelijkheid een langgerekt schiereiland voor de kust van Mexico. Zie voor deze hardnekkige cartografische vergissing: Californië (eiland). Nog een ander voorbeeld van een spookeiland is het in maart 1823 door Benjamin Morrell opgetekende Nieuw-Zuid-Groenland. Ook Sandy Island, waarvan in 2012 werd bewezen dat het niet bestaat, is waarschijnlijk gebaseerd op een vergissing.

## Spookeiland of verloren eiland?
Al gaat men ervan uit dat de meeste spookeilanden nooit bestaan hebben, van verschillende is het niet zeker of het spookeilanden zijn. Het is mogelijk dat ze wel bestaan hebben maar verdwenen zijn, door uiteenlopende oorzaken of combinaties van oorzaken. Te denken valt aan instortingen (massabeweging), afkalving, 'gewone' overstromingen of tsunami's. Verder door vulkaanuitbarstingen, aardbevingen of verschuiving van de onder water gelegen landmassa's. Ook kunnen vooral zandeilanden 'verdwijnen' door aan elkaar vast te groeien (verhelen) of zich te verplaatsen, bijvoorbeeld de wandelende waddeneilanden Rottumeroog en Rottumerplaat. Ook kan een bij laagwater langsvarend schip niet altijd vaststellen of een laag eiland ook bij hoogwater boven het water uitsteekt.